# Milow
Jonathan Vandenbroeck (nacido el 14 de julio de 1981 en Borgerhout), popularmente conocido por Milow, es un compositor y cantante de origen belga, que tuvo gran popularidad en Europa.

## Biografía
Milow debutó en el festival Humo's Rock Rally, en 2004, obteniendo el tercer lugar en la competición. En 2006, Milow produjo su primer álbum The Bigger Picture junto con Nigel Powell (del grupo británico Unbelievable Truth). En ese mismo año, ya sonaba a menudo su sencillo One of it en la radio Studio Brussel. Su siguiente sencillo You don't know alcanzó el número 3 en la lista belga de éxitos Ultratop 50
. El periódico flamenco De Standaard ofreció a Milow una columna en su edición en línea. Milow todavía escribe en su blog llamado off the record sobre sus canciones, conciertos y eventos de su vida. El 28 de junio de 2007, Milow actuó como concierto de apertura en el festival belga Rock Werchter. En septiembre de 2008 presentó su versión de Ayo Technology, sencillo original de 50 cent, Justin Timberlake y Timbaland alcanzando el número 1 en la lista belga Ultratop 50 y la holandesa Dutch Top 40.
Milow estudió en California, EUA durante un año con el programa AFS Intercultural Programs.
¿Cuál es su objetivo?. "Seguir sorprendiéndome a mí mismo, convencer a la gente de que soy algo más que "esa versión", escribir un álbum aún mejor y dar conciertos en todos los países en los que sea posible".

## Discografía

### Álbumes
- 2006: The Bigger Picture
- 2008: Coming of Age
- 2011: North and South
- 2014: Silver Linings
- 2016: Modern Heart
- 2019: Lean Into Me

### Álbum En Vivo
- 2009: Maybe Next Year
- 2012: From North To South

### Álbumes recopilatorios
- 2009: Milow

### Singles
| Año  | Título                               | Posición | Posición | Posición | Posición | Posición | Posición | Posición | Posición | Posición | Posición | Posición | Posición | Posición | Posición | Posición | Posición | Posición | Álbum                               |
| Año  | Título                               | BEL (Vl) | BEL (Wa) | NED      | GER      | AUT      | SUI      | SWE      | DEN      | FIN      | FRA      | ITA      | SPA      | POR      | CZE      | SLK      | TUR      | ROM      | Álbum                               |
| ---- | ------------------------------------ | -------- | -------- | -------- | -------- | -------- | -------- | -------- | -------- | -------- | -------- | -------- | -------- | -------- | -------- | -------- | -------- | -------- | ----------------------------------- |
| 2005 | "More Familiar"                      | —        | —        | —        | —        | —        | —        | —        | —        | —        | —        | —        | —        | —        | —        | —        | —        | —        | Milow (DE, AT, CH)                  |
| 2005 | "One of It"                          | —        | —        | 65       | —        | —        | —        | —        | —        | —        | —        | —        | —        | —        | —        | —        | —        | —        | Milow (DE, AT, CH)                  |
| 2006 | "Excuse to Try"                      | —        | —        | —        | —        | —        | —        | —        | —        | —        | —        | —        | —        | —        | —        | —        | —        | —        | Milow (DE, AT, CH)                  |
| 2006 | "Landslide"                          | —        | —        | —        | —        | —        | —        | —        | —        | —        | —        | —        | —        | —        | —        | —        | —        | —        | The Bigger Picture                  |
| 2006 | "You Don't Know"                     | 3        | 64       | 8        | 15       | 21       | 8        | —        | —        | —        | 40       | —        | —        | 54       | —        | 93       | —        | —        | The Bigger Picture                  |
| 2007 | "Dreamers and Renegades"             | 24       | —        | —        | —        | —        | —        | —        | —        | —        | —        | —        | —        | —        | —        | —        | —        | —        | The Bigger Picture                  |
| 2008 | "The Ride"                           | 41       | —        | —        | —        | —        | —        | —        | —        | —        | —        | —        | —        | —        | —        | —        | —        | —        | Coming of Age / Milow (GER, AT, CH) |
| 2009 | "Ayo Technology"                     | 1        | 5        | 1        | 2        | 2        | 1        | 1        | 1        | 10       | 8        | 5        | 1        | 12       | 5        | 11       | 18       | 47       | Milow                               |
| 2010 | "Out Of My Hands" (con Marit Larsen) |          |          |          | 19       |          |          |          |          |          |          |          |          |          |          |          |          |          | Milow                               |

## Premios

### TMF-awards
- Mejor Nuevo Artista Internacional (2007)

### Premios Industria Musical
2007
- Mejor Video Musical (2007)
- Mejor Canción (2007) (por 'You Don't Know')
- Mejor Nuevo Artista Revelación (2007)

2008
- Mejor Video Musical (2008)
- Mejor Canción (2008) (por Ayo Technology)
- Mejor Pop (2008)
- Mejor Artista en Solo Masculino (2008)
- Premio Ultratop Descarga (Premio al más descargado) (2008)

2011
- Mejor Actuación en Directo
- Mejor Artista Solista Masculino
- Mejor Pop

### Premios MTV Europe Music
2009
- Nominado como Mejor Actuación Belga y Holandesa (2009)

### Premios European Border Breakers
2010
- Record Ventas como Artista Belga en Europa
- Premio Elección del Público

## Galería Fotográfica

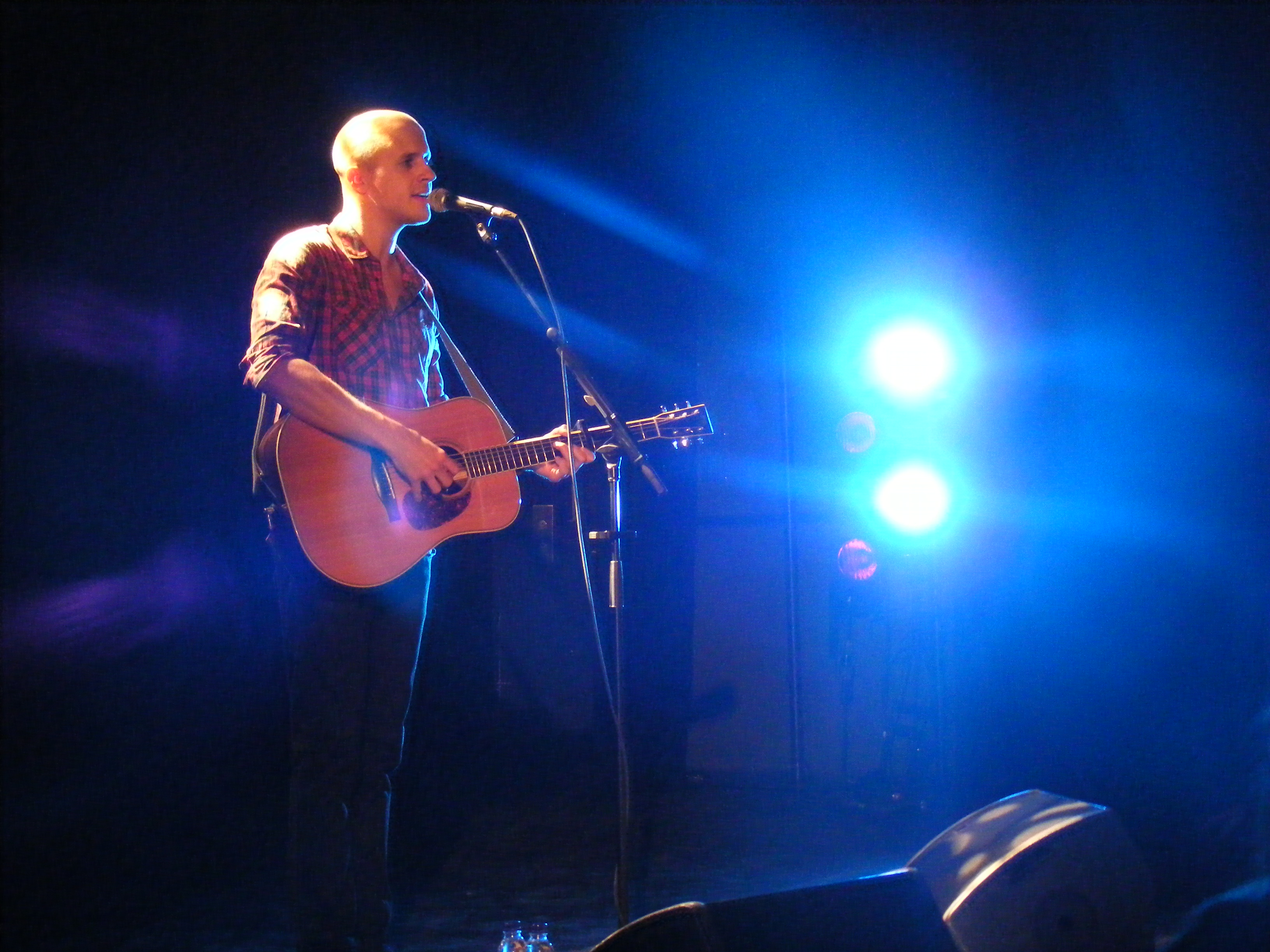
Montreal March 2010 Milow concert.
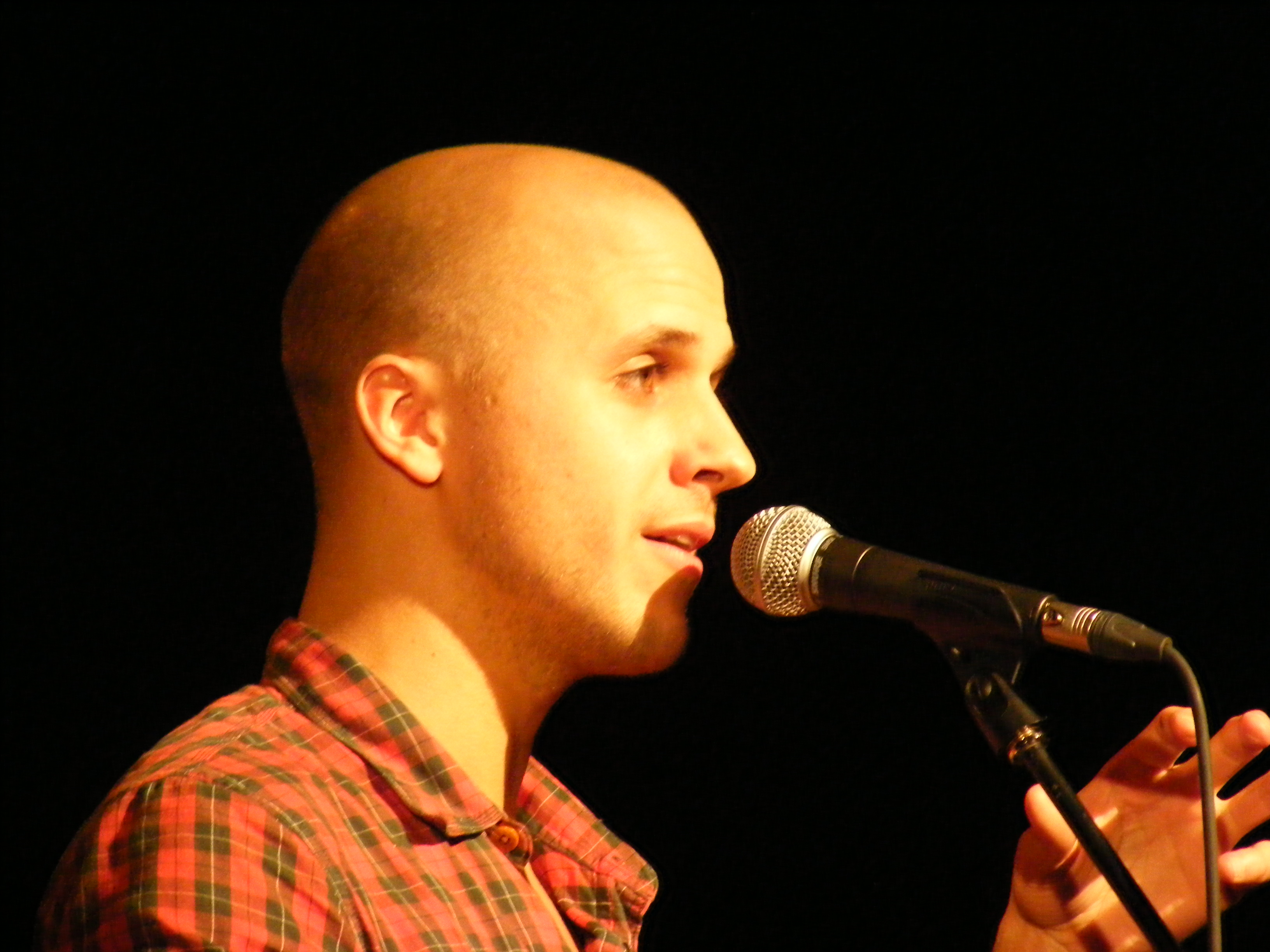
Montreal March 2010 Milow concert.